# Monika Helbing
Monika Brigitte Freifrau von Seckendorff-Gudent (* 16. November 1953 in Flein), bekannt unter ihrem bis in die 1970er Jahre verwendeten Geburtsnamen Monika Helbing, ist eine ehemalige Terroristin der Rote Armee Fraktion (RAF). Sie gehörte zur zweiten Generation und war an der Schleyer-Entführung beteiligt. 1980 tauchte sie in der DDR unter. 1990 wurde sie entdeckt, 1992 zu sieben Jahren Freiheitsstrafe verurteilt und 1995 auf Bewährung entlassen.

## Leben
Monika Helbing brach 1974 eine Lehre zur Krankenpflegehelferin ab und geriet über die „Anti-Folter-Komitees“ in die Sympathisantenszene der RAF. 1974 nahm sie zusammen mit den späteren RAF-Mitgliedern Christian Klar und Knut Folkerts an der Besetzung des Büros von amnesty international in Hamburg teil. 1976 tauchte sie unter und bildete mit Christian Klar und anderen die „süddeutsche Zelle“ der RAF. Helbing war an der Vor- und Nachbereitung der Entführung von Hanns Martin Schleyer im Herbst 1977 beteiligt. Unter dem Namen Annerose Lottmann-Bücklers mietete sie am 21. Juli 1977 als vorgebliche Modeschneiderin die Wohnung Nummer 104 in einem Hochhaus in der Straße „Zum Renngraben“ in Erftstadt an, in welcher Schleyer später gefangen gehalten wurde. Später reiste sie nach Bagdad und bereitete die Ankunft anderer RAF-Mitglieder vor. Im März 1978 wurde gegen Helbing ein Haftbefehl wegen dringenden Tatverdachts der Beteiligung an der Schleyer-Ermordung und mitgliedschaftlicher Beteiligung an einer terroristischen Vereinigung erlassen.
1980 stieg sie aus der RAF aus, floh in die DDR und wurde, neben weiteren Mitgliedern der zweiten Generation der RAF, von der Stasi mit einer neuen Identität ausgestattet. Sie ließ sich in Eisenhüttenstadt nieder und heiratete dort 1981 den ebenfalls aus der Bundesrepublik in die DDR übergewechselten Ekkehard Freiherr von Seckendorff-Gudent (* 1940), der auch zum Umfeld der RAF gerechnet wurde und gegen den seit August 1980 ein Haftbefehl bestand. Das Ehepaar lebte als Elke und Horst Winter und arbeitete im Krankenhaus der Stadt – er als Internist und sie als Krankenschwester. Sie bekam einen Sohn, und die Familie zog 1986 weiter nach Frankfurt (Oder). Von Seckendorff arbeitete dort mehrere Jahre als Rheuma-Fürsorgerin in der Poliklinik.
Nach dem Ende der SED-Diktatur in der DDR wurde sie im Juni 1990 verhaftet und später vor Gericht gestellt. Ihr gleichzeitig verhafteter Ehemann war zuvor nach einer Gegenüberstellung als nicht tatverdächtig entlassen worden. Wegen der Beteiligung an der Schleyer-Entführung wurde Monika von Seckendorff 1992 unter Anwendung der Kronzeugenregelung vom OLG Stuttgart zu sieben Jahren Haft verurteilt. Sie sagte unter anderem aus, dass der Selbstmord der in Stammheim inhaftierten Terroristen 1977 von vornherein für den Fall eingeplant war, dass ihre Befreiung scheitern würde (RAF-interne Bezeichnung „Suicide Action“). Die Geschichte vom „Mord an den Gefangenen“ war laut Helbing eine „Lüge“. 1995 wurde von Seckendorff auf Bewährung entlassen. Sie distanzierte sich von der RAF und sagte als Zeugin in RAF-Strafprozessen aus, darunter 1995 am OLG Stuttgart zur Beteiligung von Sieglinde Hofmann an der Schleyer-Ermordung und 1997 am OLG Frankfurt am Main zur Beteiligung von Monika Haas an der Entführung des Flugzeugs „Landshut“.